# Argenç de Menerbés
Argens de Menerbés (en francès Argens-Minervois) és un municipi francès situat al departament de l'Aude i a la regió d'Occitània.